# Johnny Famechon
Johnny Famechon, nato Jean-Pierre Famechon (Parigi, 28 marzo 1945 – Melbourne, 4 agosto 2022), è stato un pugile francese naturalizzato australiano, Campione del mondo dei pesi piuma tra il 1969 e il 1970.

## Biografia
Nato a Parigi con il nome Jean-Pierre, suo zio era il pugile Ray Famechon, Campione d'Europa dei pesi piuma e avversario di Duilio Loi. 
Nel 1950, all'età di cinque anni, Famechon si trasferisce con i genitori e il fratello minore a Ferntree Gully, in Australia. Un paio d'anni dopo, sua madre e il fratello minore rientrano a Parigi. Johnny e suo padre si trasferiscono allora a Richmond, un sobborgo di Melbourne. Famechon studia alle scuole tecniche e ottiene la cittadinanza australiana. 

### Carriera
Senza mai combattere tra i dilettanti, Famechon esordisce al professionismo a soli sedici anni. Combatte i suoi primi cinquanta match in Australia, dove incontra anche alcuni pugili italiani, tra i quali quattro volte Domenico Chiloiro, con due vittorie e due pari  e due volte Giovanni Girgenti, con due vittorie ai punti. Il 6 marzo 1967, a Melbourne, mette KO al 2º round l'algherese Andrea Silanos.
Dopo esser diventato Campione dei pesi piuma dello Stato Vittoria, diviene anche Campione australiano (1964) e poi Campione del Commonwealth britannico (1967). 
L'11 marzo 1968 combatte per la prima volta all'estero, nella natìa Parigi, pareggiando con René Roque, futuro Campione europeo dei superleggeri e avversario di Sandro Lopopolo e Bruno Arcari.
Il 21 gennaio 1969 alla Royal Albert Hall di Londra, conquista il titolo mondiale WBC dei pesi piuma, battendo l'ispano-cubano José Legrá Utría ai punti.
Incontra per la terza volta Giovanni Girgenti all'Hotel Hilton di Londra, senza titolo in palio, sulla distanza delle dieci riprese. Il neo campione del mondo la spunta nuovamente ai punti.
Difende una prima volta il titolo il 28 luglio 1969 a Sydney contro il fuoriclasse giapponese Masahiko “Fighting” Harada, già Campione del Mondo dei pesi mosca e dei pesi gallo. Famechon va tre volte al tappeto al 2º, all'11º e al 14º round ma atterra a sua volta lo sfidante alla quinta ripresa. Alla fine del match, l'arbitro e giudice unico Willie Pep annuncia un verdetto di parità che, comunque, consentirebbe ugualmente all'australiano di mantenere la cintura mondiale. Poi, tra i fischi della folla di casa e la confusione, modifica il suo cartellino e assegna la vittoria per un punto a Johnny Famechon.
Data l'incertezza del verdetto, l'australiano è costretto a concedere la rivincita al suo avversario che, stavolta, è allestita proprio nella “tana” del giapponese, al Tokyo Metropolitan Gymnasium. Famechon conserva la cintura mondiale, mettendo fuori combattimento l'avversario a 1:09 del 14º round. Al momento del knock out, il Campione del Mondo era in vantaggio sui cartellini di tutti e tre i giudici. Dopo questo incontro, Harada si ritirerà dalla boxe.
Famechon difende ancora il suo titolo il 9 maggio 1970, al Palazzo dello Sport di Roma contro un altro fuoriclasse: l'ex Campione del Mondo Vicente Saldívar. I round iniziali sono condotti dal messicano ma Famechon con un pugno preciso, ferisce l'avversario all'occhio destro che comincia vistosamente a gonfiarsi. Saldívar, a questo punto, dall'alto della sua esperienza, si limita a colpire di rimessa, consapevole di essere in vantaggio. Al tredicesimo round, l'australiano finisce al tappeto e si rialza al conto di otto. Il match si conclude con verdetto unanime a favore di Saldívar, che riconquista il titolo mondiale.
Dopo questo incontro, a soli venticinque anni, Johnny Famechon lascia la boxe. 
Nella sua carriera ha collezionato 56 vittorie (20 prima del limite, 6 pareggi e 5 sconfitte). Non ha mai perso un incontro prima del limite.

### Dopo il ritiro
Nel 1971, Famechon scrisse la sua autobiografia, con la collaborazione del suo amico di lunga data Frank Quill. 
Nel 1991 è stato investito da un'auto e gravemente ferito all'uscita dell'autodromo Warwick Farm di Sydney, conseguendo orribili lesioni fisiche ed anche cerebrali che gli hanno causato un ictus. Nel dicembre del 1993 ha iniziato un complesso programma di riabilitazione motoria che lo riconsegnava a una vita quasi normale dopo circa 10-12 settimane dall'inizio della terapia. Il suo recupero è stato anche argomento di una tesi di dottorato in neuroscienze cognitive presso la Central Queensland University.
La città australiana di Frankston gli ha dedicato una statua di bronzo ed è il terzo pugile australiano dopo Les Darcy e Lionel Rose ad aver ottenuto tale riconoscimento.